# Кансакаб (муниципалитет)
Кансакаб (исп. Cansahcab) — муниципалитет в Мексике, штат Юкатан, с административным центром в одноимённом посёлке. Численность населения, по данным переписи 2010 года, составила 4696 человек.

## Общие сведения
Название происходит от майяйского: Can — четыре, Zazcab или Zahcab — яма, пещера. В сочетании это можно перевести как место четырёх пещер.
Площадь муниципалитета равна 129 км², что составляет 0,32 % от общей площади штата, а наивысшая точка — 2 метра, расположена в административном центре.
Он граничит с другими муниципалитетами Юкатана: на севере с Йобаином и Цицантуном, на востоке с Темашем, на юго-востоке с Тепаканом, на юге с Теей, на юго-западе с Сумой, и на западе с Мотулем.

## Учреждение и состав
Муниципалитет был сформирован в 1919 году, в его состав входит 6 населённых пунктов:
| Код INEGI | Населённый пункт                                                                   | Численность населения (2005 год) | Численность населения (2010 год) |
| --------- | ---------------------------------------------------------------------------------- | -------------------------------- | -------------------------------- |
| 009       | Всего                                                                              | 4738                             | 4696                             |
| 0001      | Кансакаб (исп. Cansahcab) 21°09′26″ с. ш. 89°06′07″ з. д. (административный центр) | 4325                             | 4293                             |
| 0004      | Санта-Мария (исп. Santa María) 21°08′58″ с. ш. 89°04′18″ з. д.                     | 224                              | 209                              |
| 0003      | Сан-Антонио-Шьят (исп. San Antonio Xiat) 21°07′50″ с. ш. 89°09′38″ з. д.           | 171                              | 187                              |
| 0005      | Сан-Матео (исп. San Mateo) 21°08′29″ с. ш. 89°04′26″ з. д.                         | 9                                | 4                                |
| 0007      | Чаканмутуль (исп. Chacanmutul) 21°10′40″ с. ш. 89°05′05″ з. д.                     | —                                | 2                                |
| 0013      | Канисте (исп. Kanisté) 21°12′45″ с. ш. 89°04′37″ з. д.                             | 2                                | 1                                |
| 0002      | Канкабчен (исп. Kancabchén) 21°07′07″ с. ш. 89°05′04″ з. д.                        | 6                                | —                                |
| 0039      | Сан-Хуан (исп. San Juan) 21°12′24″ с. ш. 89°04′11″ з. д.                           | 1                                | —                                |

## Экономика
Основными видами экономической деятельности являются сельское хозяйство и скотоводство, промышленность и строительство, торговля и туризм.
По статистическим данным 2000 года, работоспособное население занято по секторам экономики в следующих пропорциях:
- торговля, сферы услуг и туризма — 37,3 %;
- сельское хозяйство и скотоводство — 33,3 %;
- производство и строительство — 28,2 %.
- безработные — 1,2 %.

## Инфраструктура
По статистическим данным 2010 года, инфраструктура развита следующим образом:
- электрификация: 98,4 %;
- водоснабжение: 94,5 %;
- водоотведение: 64,9 %.

## Достопримечательности
К достопримечательностям можно отнести монастырь Святого Франциска Ассизского, построенный в XVII веке и часовню Санта-Крус.

## Фотографии

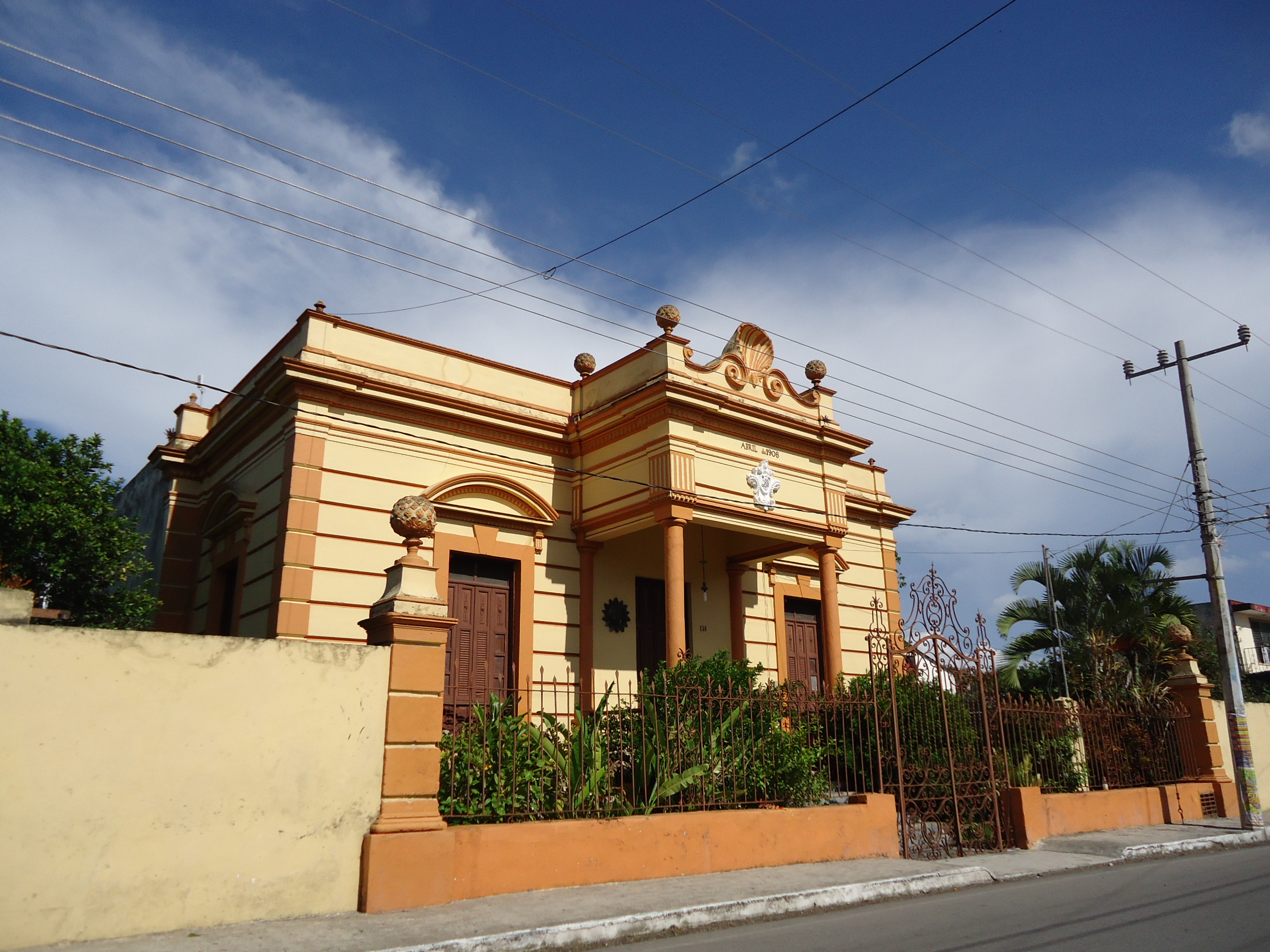
Усадьба 1908 года
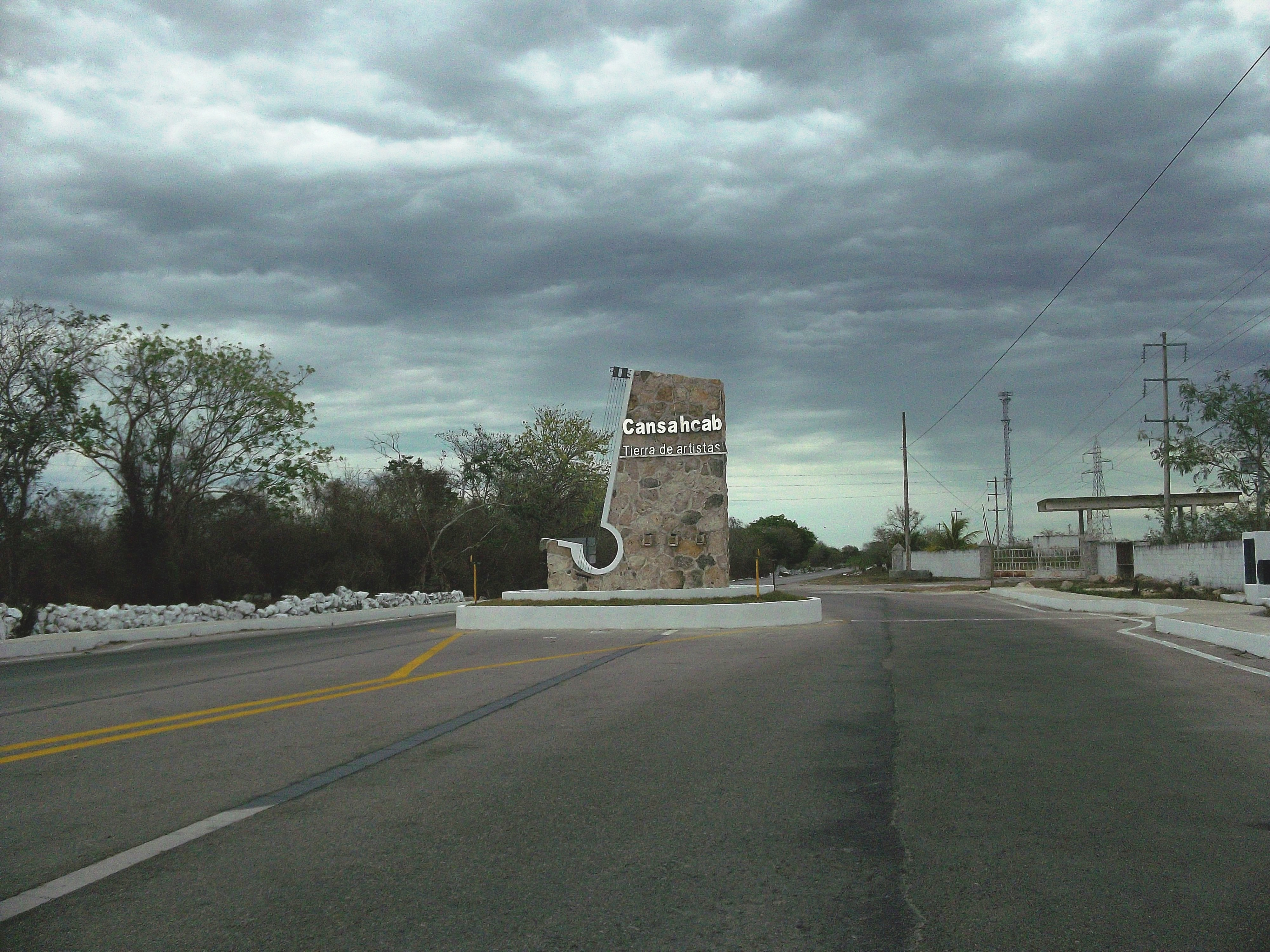
На въезде в посёлок
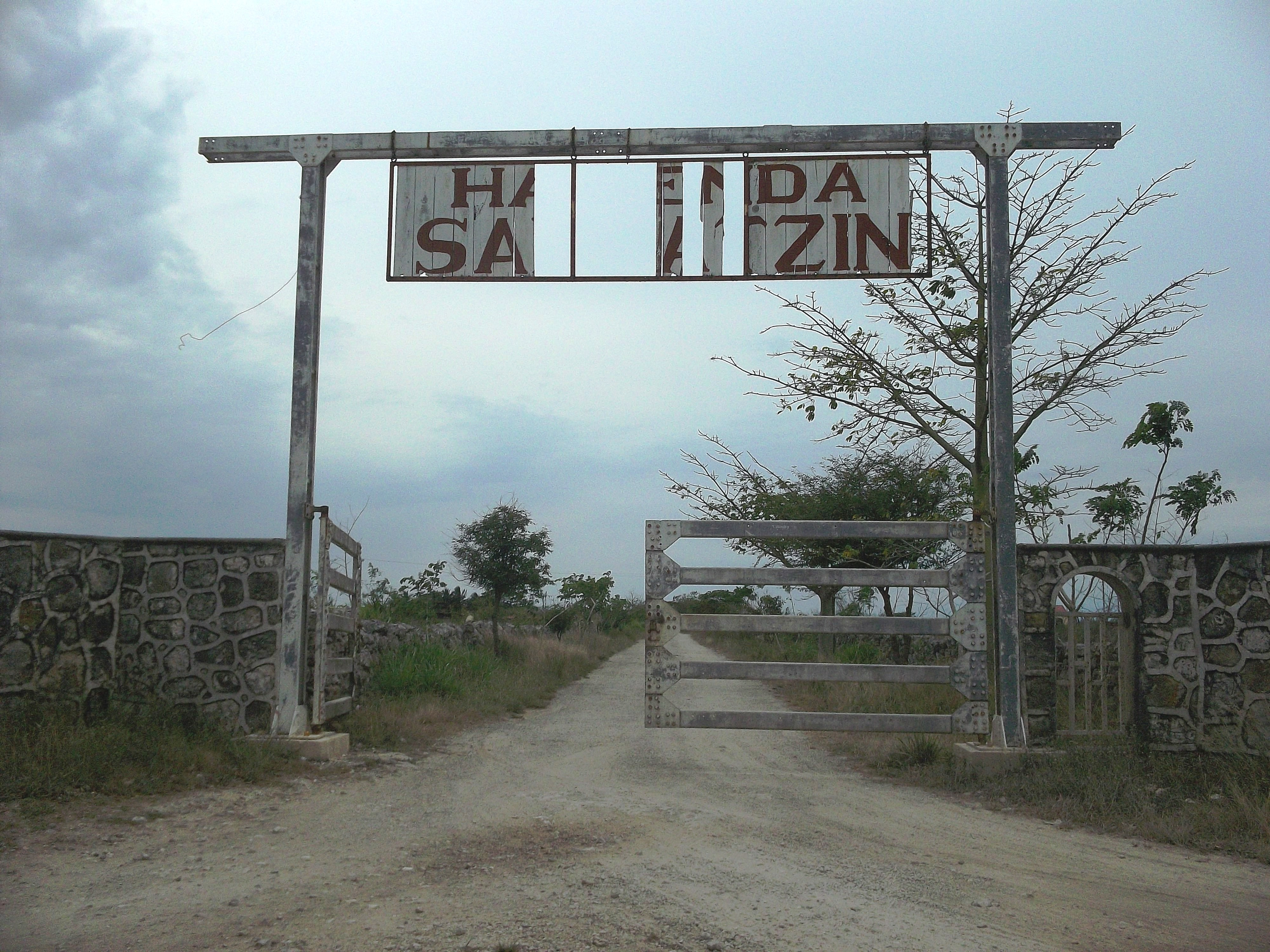
Бывшая асьенда Сакацин